# مارکوس وینیسیوس دی مورایس
مارکوس وینیسیوس دی مورایس (به پرتغالی: Marcus Vinicius de Morais) هافبک اهل برزیل است که در شهر سائوپائولو و در تاریخ ۲۵ فوریهٔ ۱۹۷۴ به دنیا آمده‌است.
مارکوس وینیسیوس دی مورایس در تیم‌های فوتبال Guarani، Honda سابقهٔ حضور دارد.